# 2007年
2007年（2007 ねん）は、西暦（グレゴリオ暦）による、月曜日から始まる平年。平成19年。
この項目では、国際的な視点に基づいた2007年について記載する。

## 他の紀年法
- 干支：丁亥（ひのと い）
- 日本（月日は一致）
  - 平成19年
  - 皇紀2667年
- 大韓民国（月日は一致）
  - 檀紀4340年
- 中華民国（月日は一致）
  - 中華民国96年
- 朝鮮民主主義人民共和国（月日は一致）
  - 主体96年
- 仏滅紀元：2549年10月13日 - 2550年閏9月7日
- イスラム暦：1427年12月11日 - 1428年12月21日
- ユダヤ暦：5767年4月11日 - 5768年4月22日
- Unix Time：1167609600 - 1199145599
- 修正ユリウス日(MJD)：54101 - 54465
- リリウス日(LD)：154942 - 155306

## カレンダー
| 1月 |    |    |    |    |    |    |
| 日  | 月 | 火 | 水 | 木 | 金 | 土 |
|     | 1  | 2  | 3  | 4  | 5  | 6  |
| 7   | 8  | 9  | 10 | 11 | 12 | 13 |
| 14  | 15 | 16 | 17 | 18 | 19 | 20 |
| 21  | 22 | 23 | 24 | 25 | 26 | 27 |
| 28  | 29 | 30 | 31 |    |    |    |
|     |    |    |    |    |    |    |

| 2月 |    |    |    |    |    |    |
| 日  | 月 | 火 | 水 | 木 | 金 | 土 |
|     |    |    |    | 1  | 2  | 3  |
| 4   | 5  | 6  | 7  | 8  | 9  | 10 |
| 11  | 12 | 13 | 14 | 15 | 16 | 17 |
| 18  | 19 | 20 | 21 | 22 | 23 | 24 |
| 25  | 26 | 27 | 28 |    |    |    |
|     |    |    |    |    |    |    |

| 3月 |    |    |    |    |    |    |
| 日  | 月 | 火 | 水 | 木 | 金 | 土 |
|     |    |    |    | 1  | 2  | 3  |
| 4   | 5  | 6  | 7  | 8  | 9  | 10 |
| 11  | 12 | 13 | 14 | 15 | 16 | 17 |
| 18  | 19 | 20 | 21 | 22 | 23 | 24 |
| 25  | 26 | 27 | 28 | 29 | 30 | 31 |
|     |    |    |    |    |    |    |

| 4月 |    |    |    |    |    |    |
| 日  | 月 | 火 | 水 | 木 | 金 | 土 |
| 1   | 2  | 3  | 4  | 5  | 6  | 7  |
| 8   | 9  | 10 | 11 | 12 | 13 | 14 |
| 15  | 16 | 17 | 18 | 19 | 20 | 21 |
| 22  | 23 | 24 | 25 | 26 | 27 | 28 |
| 29  | 30 |    |    |    |    |    |
|     |    |    |    |    |    |    |

| 5月 |    |    |    |    |    |    |
| 日  | 月 | 火 | 水 | 木 | 金 | 土 |
|     |    | 1  | 2  | 3  | 4  | 5  |
| 6   | 7  | 8  | 9  | 10 | 11 | 12 |
| 13  | 14 | 15 | 16 | 17 | 18 | 19 |
| 20  | 21 | 22 | 23 | 24 | 25 | 26 |
| 27  | 28 | 29 | 30 | 31 |    |    |
|     |    |    |    |    |    |    |

| 6月 |    |    |    |    |    |    |
| 日  | 月 | 火 | 水 | 木 | 金 | 土 |
|     |    |    |    |    | 1  | 2  |
| 3   | 4  | 5  | 6  | 7  | 8  | 9  |
| 10  | 11 | 12 | 13 | 14 | 15 | 16 |
| 17  | 18 | 19 | 20 | 21 | 22 | 23 |
| 24  | 25 | 26 | 27 | 28 | 29 | 30 |
|     |    |    |    |    |    |    |

| 7月 |    |    |    |    |    |    |
| 日  | 月 | 火 | 水 | 木 | 金 | 土 |
| 1   | 2  | 3  | 4  | 5  | 6  | 7  |
| 8   | 9  | 10 | 11 | 12 | 13 | 14 |
| 15  | 16 | 17 | 18 | 19 | 20 | 21 |
| 22  | 23 | 24 | 25 | 26 | 27 | 28 |
| 29  | 30 | 31 |    |    |    |    |
|     |    |    |    |    |    |    |

| 8月 |    |    |    |    |    |    |
| 日  | 月 | 火 | 水 | 木 | 金 | 土 |
|     |    |    | 1  | 2  | 3  | 4  |
| 5   | 6  | 7  | 8  | 9  | 10 | 11 |
| 12  | 13 | 14 | 15 | 16 | 17 | 18 |
| 19  | 20 | 21 | 22 | 23 | 24 | 25 |
| 26  | 27 | 28 | 29 | 30 | 31 |    |
|     |    |    |    |    |    |    |

| 9月 |    |    |    |    |    |    |
| 日  | 月 | 火 | 水 | 木 | 金 | 土 |
|     |    |    |    |    |    | 1  |
| 2   | 3  | 4  | 5  | 6  | 7  | 8  |
| 9   | 10 | 11 | 12 | 13 | 14 | 15 |
| 16  | 17 | 18 | 19 | 20 | 21 | 22 |
| 23  | 24 | 25 | 26 | 27 | 28 | 29 |
| 30  |    |    |    |    |    |    |
|     |    |    |    |    |    |    |

| 10月 |    |    |    |    |    |    |
| 日   | 月 | 火 | 水 | 木 | 金 | 土 |
|      | 1  | 2  | 3  | 4  | 5  | 6  |
| 7    | 8  | 9  | 10 | 11 | 12 | 13 |
| 14   | 15 | 16 | 17 | 18 | 19 | 20 |
| 21   | 22 | 23 | 24 | 25 | 26 | 27 |
| 28   | 29 | 30 | 31 |    |    |    |
|      |    |    |    |    |    |    |

| 11月 |    |    |    |    |    |    |
| 日   | 月 | 火 | 水 | 木 | 金 | 土 |
|      |    |    |    | 1  | 2  | 3  |
| 4    | 5  | 6  | 7  | 8  | 9  | 10 |
| 11   | 12 | 13 | 14 | 15 | 16 | 17 |
| 18   | 19 | 20 | 21 | 22 | 23 | 24 |
| 25   | 26 | 27 | 28 | 29 | 30 |    |
|      |    |    |    |    |    |    |

| 12月 |    |    |    |    |    |    |
| 日   | 月 | 火 | 水 | 木 | 金 | 土 |
|      |    |    |    |    |    | 1  |
| 2    | 3  | 4  | 5  | 6  | 7  | 8  |
| 9    | 10 | 11 | 12 | 13 | 14 | 15 |
| 16   | 17 | 18 | 19 | 20 | 21 | 22 |
| 23   | 24 | 25 | 26 | 27 | 28 | 29 |
| 30   | 31 |    |    |    |    |    |
|      |    |    |    |    |    |    |

## できごと

### 1月
- 1月1日
  - ブルガリア、ルーマニアが欧州連合 (EU) に加盟。EU加盟国は27か国になる。
  - ブルガリア語、ルーマニア語、アイルランド語がEUの公用語となる。
  - スロベニアがユーロ導入。ユーロ圏は13か国に拡大[1]。
  - 潘基文が国際連合事務総長に就任。
  - アンゴラ、石油輸出国機構 (OPEC) に新規加盟
  -  タイ王国のバンコクで連続爆弾テロが8か所で起こる。
  -  インドネシア アダム航空574便(ボーイング737)がスラウェシ島パレパレ付近海上へ墜落、乗員乗客102名全員死亡。
- 1月2日 - ジェラルド・R・フォード元アメリカ合衆国大統領の国葬挙行。
- 1月8日 - 韓国・ソウルにある屋内型遊園地「ロッテワールド」の屋根が老朽化し重大事故に発展しかねないため、急遽補修工事を行うこととなり、同日から全面休業。
- 1月9日
  - ペルシャ湾のホルムズ海峡付近で、アメリカ合衆国海軍の原子力潜水艦「ニューポート・ニューズ」と、日本の川崎汽船所属のタンカー「最上川」が衝突。けが人などはなし。
  - 米アップルのカンファレンスでiPhoneの初代モデルがスティーブ・ジョブズにより発表される。
  - 日本 - 防衛庁設置法が防衛省設置法に改題され、防衛庁が防衛省に改組される。
- 1月10日
  - アメリカ合衆国財務省、イラン国営セパ銀行（英語版）がイラン政府によるミサイル開発に資金供与したとして、同行に対し資産凍結、取引停止などの金融制裁発動。
  - 米シスコシステムズ、前日にApple Computerが発表した音楽プレーヤー付き携帯電話「iPhone」が同社の商標権を侵害しているとして、商標の複製の差し止めを求め提訴（2月に和解し、同年6月29日にiPhoneは発売された）[2][3][4]。
  - アメリカ大統領ジョージ・W・ブッシュがイラクへのアメリカ軍2万2千人の増派を発表。
- 1月11日 - バングラデシュのイアジュディン・アハメド大統領、総選挙に伴う各地での暴動発生のため、非常事態宣言。1月22日に予定されていた総選挙を延期、外出禁止令なども発令。
- 1月12日
  - ギリシャはアテネにある在ギリシャ・アメリカ合衆国大使館（英語版）にロケット弾が打ち込まれ、爆発。居合わせた人に被害などはなし。
  - ロシアのドン川畔でホモ・サピエンス・サピエンス（現生人類）の遺跡が発見されたことが、アメリカの学術雑誌『サイエンス』で発表される。
- 1月13日 - 千島列島沖地震が発生。北海道などの太平洋側で津波を観測[5]。
- 1月14日 - 安倍晋三首相がフィリピン・セブ島のホテルで日中韓3カ国首脳会談に出席。北朝鮮の核兵器放棄を求める共同声明を発表。
- 1月15日 - フィリピン・セブ島で、第2回東アジアサミット開催。北朝鮮に対し拉致問題解決を求める議長声明を発表。
- 1月17日 - ネパールの毛派が国際連合監督下で武装解除を開始。
- 1月18日 - ブラジル・サンパウロ州検察庁、1999年7月に静岡県浜松市で当時16歳の女子高生をひき逃げし死亡させ、そのままブラジルに帰国していた、31歳の日系ブラジル人容疑者を逮捕、起訴。日本で犯罪を犯したブラジル人が代理処罰の形で起訴されるのは初めて。
- 1月20日 - ヒラリー・クリントン アメリカ合衆国上院議員、2008年に行われる予定のアメリカ合衆国大統領選挙への出馬を表明。
- 1月21日 - セルビア総選挙で民族主義政党セルビア急進党が勝利。ただし、政権は同党以外の小党連立となる見込み。
- 1月22日
  - 日本の神戸市で、世界の5つのマグロ資源管理機関に所属する77の国・地域、および、国連食糧農業機関 (FAO)、世界自然保護基金 (WWF) 関係者が出席し、クロマグロ、ミナミマグロ、メバチマグロなどの乱獲防止、資源保護策について話し合う初の会合を開催。26日に行動方針を採択し閉幕。
  - イラン特別委員会、イランが敵対的と判断したIAEA査察官38名の入国拒否を決定。
  - 北朝鮮政府、北朝鮮内でのすべての外貨の使用を禁止。
- 1月24日 - ヨーロッパ委員会、三菱電機、日立製作所、東芝など11社が、送電設備についてカルテルを結んでいたとして、総額で7億5000万ユーロの制裁金支払命令。
- 1月25日
  - 中国国家統計局、2006年の中国の国内総生産 (GDP) の実質伸び率が10.7%と、4年連続で2桁成長となったことを発表。
  - マイクロソフト、当初Microsoft Windows Vista発売から2年後にサポート打ち切りを予定していたMicrosoft Windows XP Home Editionについて、サポート提供を2014年4月まで延長することを発表。
  - 国連開発計画 (UNDP)、北朝鮮での事業費不正流用疑惑により、2007年から2009年分の北朝鮮内での新規事業計画を凍結する事を決定。
  - アメリカフォード・モーター、2006年決算が創業以来最大となる127億4600万ドルの最終赤字。
- 1月28日 - 中国・上海 - 南京・浙江省杭州市間を結ぶ、東北新幹線はやてに使われる車両をベースに作られた中国高速鉄道CRH2型電車が運行開始。
- 1月30日 - Microsoft Windows Vista（ホームベーシック・ホームプレミアム・アルティメット）が発売。

### 2月
- 2月2日
  - フランス・パリで開かれた国際連合気候変動に関する政府間パネル (IPCC)、地球温暖化の影響で、100年後の地球の平均気温が、20世紀末に比べ1.1 - 6.4℃上昇、悪天候等の影響で約2億人が難民となるという予測を発表。
  - アメリカ合衆国フロリダ州オーランド近郊で大規模な竜巻発生、19人が死亡。被害地域4郡に非常事態宣言発令。
  - アメリカ合衆国通商代表部、中国が規則に反し輸出品に補助金を供与しているとして、世界貿易機関 (WTO) に提訴。
  - イタリアサッカー1部リーグ（セリエA）のカターニア対パレルモ戦でサポーターと警官隊が衝突し、警官1人が死亡、100人以上が負傷する事態に。11日にセリエAは再開されたものの、安全基準を満たしていない一部のスタジアムでは無観客試合の措置がとられた。→ カターニアのサッカー暴動
- 2月3日 - イラク・バグダードでイラク戦争後当時最大規模の自爆テロ発生。135人が死亡、339人が負傷。
- 2月4日 - インドネシア・ジャカルタで2月1日からの豪雨による洪水が発生。80人死亡。
- 2月5日 - 中国の海洋調査船が尖閣諸島・魚釣島付近で無断海洋調査。日本政府の抗議に対し、中国政府は同諸島の領有権主張。
- 2月8日
  - パレスチナの2大政治勢力、ファタハとハマス、メッカでの会合で統一政権樹立に合意。
  - アメリカのアイドル、アンナ・ニコル・スミスが死去。英語版 Wikipedia には、短時間に大量の書き込みが殺到した。
- 2月10日
  - バラック・オバマが2008年のアメリカ合衆国大統領選挙の民主党予備選挙に正式立候補。
  - ドイツ・エッセンで開かれたG7財務相・中央銀行総裁会議閉幕。共同宣言では円安是正に触れず。
- 2月12日
  - NASA、国際宇宙ステーションの第18次長期滞在搭乗員に、日本人宇宙飛行士・若田光一を選出。2008年秋以降にスペースシャトル・エンデバー号に搭乗予定。
  - アメリカ合衆国・ユタ州ソルトレイクシティのショッピングモールで男がライフルを乱射、5人が死亡。犯人の男は警察隊により射殺。
- 2月15日 - アメリカ投資ファンドの日本法人、スティール・パートナーズ・ジャパン・ストラテジック・ファンド、サッポロホールディングスへ株式公開買付を提案。
- 2月16日
  - 韓国統一省、この日、北朝鮮から韓国に入国した脱北者の総数が1万人を越えたことを発表。
  - ブラジル・ミナスジェライス州検察庁、2005年に日本・静岡県浜松市で発生したレストラン経営者殺人事件の容疑者で、日本政府から代理処罰の要請を受けていた男の身柄を拘束、強盗殺人と放火未遂の罪で起訴。
- 2月17日
  - アメリカ合衆国空軍、ステルス戦闘機F22Aラプターをアメリカ国外では初めて日本沖縄県嘉手納基地に配備。
  - 盧武鉉韓国大統領、所属する与党・ヨルリン・ウリ党を離党。韓明淑首相も辞意を表明。
- 2月25日 - 第79回アカデミー賞の授賞式が開催。
- 2月26日 - 日米両政府、日米共同訓練を3月5日から初めて航空自衛隊築城基地で行うことに合意。同基地にはF-15戦闘機も飛来予定。
- 2月27日 - 中国・上海証券取引所で株価が前日比8.84%マイナスの大暴落。この影響でヨーロッパ市場やニューヨーク証券取引所など世界中で連鎖株安。（上海ショック）
- 2月28日 - ジョン・マケイン アメリカ合衆国共和党上院議員、大統領選挙への立候補を表明。

### 3月

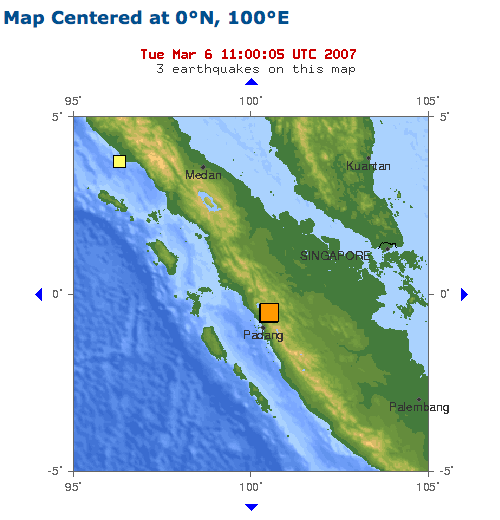
スマトラ島中部の地震の震央

- 3月4日 - ヨーロッパ、アフリカなどで皆既月食、日本では部分月食観測。
- 3月6日 - インドネシア・スマトラ島中部でマグニチュード6.3の地震。多くの建造物が倒壊。死者68人、負傷者460人。
- 3月7日
  - インドネシア・ジョグジャカルタのアジスチプト国際空港で、ガルーダ・インドネシア航空のボーイング737型機が着陸に失敗し炎上、乗客乗員140人のうち21人が死亡（ガルーダ・インドネシア航空200便墜落事故）。
  - イギリス下院、貴族院への直接選挙制導入案を可決。
- 3月8日
  - 米3M、リチウムイオン電池の特許を侵害したとして、ソニー、日立製作所、松下電器産業、聯想（レノボ）など11社を同国国際貿易委員会に提訴。
  - アメリカ合衆国国務省ショーン・マコーマック報道官、北朝鮮による日本人拉致問題に関し、日本政府の立場を完全支持することを表明。
- 3月11日
  - ジャック・シラク フランス大統領、次期大統領選挙への不出馬を表明。
  - アメリカ合衆国の夏時間適用期間が、2006年までの4月第1日曜日 - 10月最終日曜日から拡大され、3月第2日曜日 - 11月第1日曜日までとなるため、アメリカ合衆国はこの日から夏時間となった（但しハワイ州全域とアリゾナ州のうちインディアン自治区以外の地域では夏時間は適用されない）。
- 3月13日 - 日本の安倍首相は、来日中のオーストラリアジョン・ハワード首相と、「安全保障協力に関する日豪共同宣言」に署名。日本がアメリカ以外と安全保障の協力関係を結ぶのは、これが初めて。
- 3月14日
  - アメリカ合衆国商務省、経常赤字が8566億USドルと初めて8000億ドルを越えた事を発表。
  - アメリカ合衆国財務省、北朝鮮に対する金融制裁の一部緩和を容認。
- 3月17日 - ロシア中部サマーラのクルモチ国際空港でツポレフ134旅客機が着陸に失敗。6人死亡、57人負傷。（UTエアー471便着陸失敗事故）
- 3月19日 - 米朝両国、マカオの金融機関「バンコ・デルタ・アジア」 (BDA) にあり、アメリカ政府が資産凍結を行った約2500万USドルの北朝鮮関連資産を早期に全額返還することで合意。
- 3月22日 - アメリカソフトウェア大手オラクル、同社のコンピューターシステムに侵入し、特許などの機密情報を盗み出したとしてSAPを提訴[6]。
- 3月23日 - イラク・バグダードで、ゾバイ副首相を狙った爆弾テロ発生。
- 3月25日
  - タイ・バンコクのスワンナプーム国際空港施設の問題のため、ドンムアン空港の定期便利用再開。
  - 香港行政長官選挙実施、曽蔭権行政長官が再選される。
- 3月27日
  - インターネット検索大手Google、携帯電話専用検索エンジン提供開始。
  - 日本最高裁の光華寮訴訟を京都地裁に差し戻し、台湾（中華民国）側の実質敗訴が確定。
- 3月28日 - フィリピン・マニラで、武装した男2人が保育園の子供ら34名を乗せたバスをハイジャック。10時間後に人質を解放し投降。

### 4月
- 4月2日
  - ソロモン諸島付近で、マグニチュード8.1の巨大地震が発生。周辺海域で津波による被害が発生し、死者・行方不明者112人。
  - 米韓両政府、FTA合意。
- 4月4日
  - イランアフマディーネジャード大統領3月23日にペルシャ湾で拘束したイギリス軍兵士15人の釈放を発表。
  - タイ王国暫定政府、プミポン国王を侮辱する画像が掲載されたとして、タイ国内からYouTubeへのアクセス規制措置。
- 4月10日
  - アメリカ合衆国政府、中国における知的財産権侵害についてWTOに提訴。
  - 日中両政府、2003年以来4年ぶりとなる日本から中国への米輸出再開に合意。
- 4月11日 - 中国の温家宝首相が訪日。翌日安倍晋三首相と会談、日本衆議院本会議場で演説。
- 4月12日 - 日中ハイレベル経済対話発足。
- 4月14日 - ロシア・モスクワでプーチン政権に反対するデモ参加者300名以上を当局が拘束。翌日も、サンクトペテルブルクでのデモ参加者約120名を拘束。
- 4月15日 - イスラエル首相官邸で、エフード・オルメルトイスラエル首相とマフムード・アッバースパレスチナ自治政府大統領による第1回定期首脳会談開催。

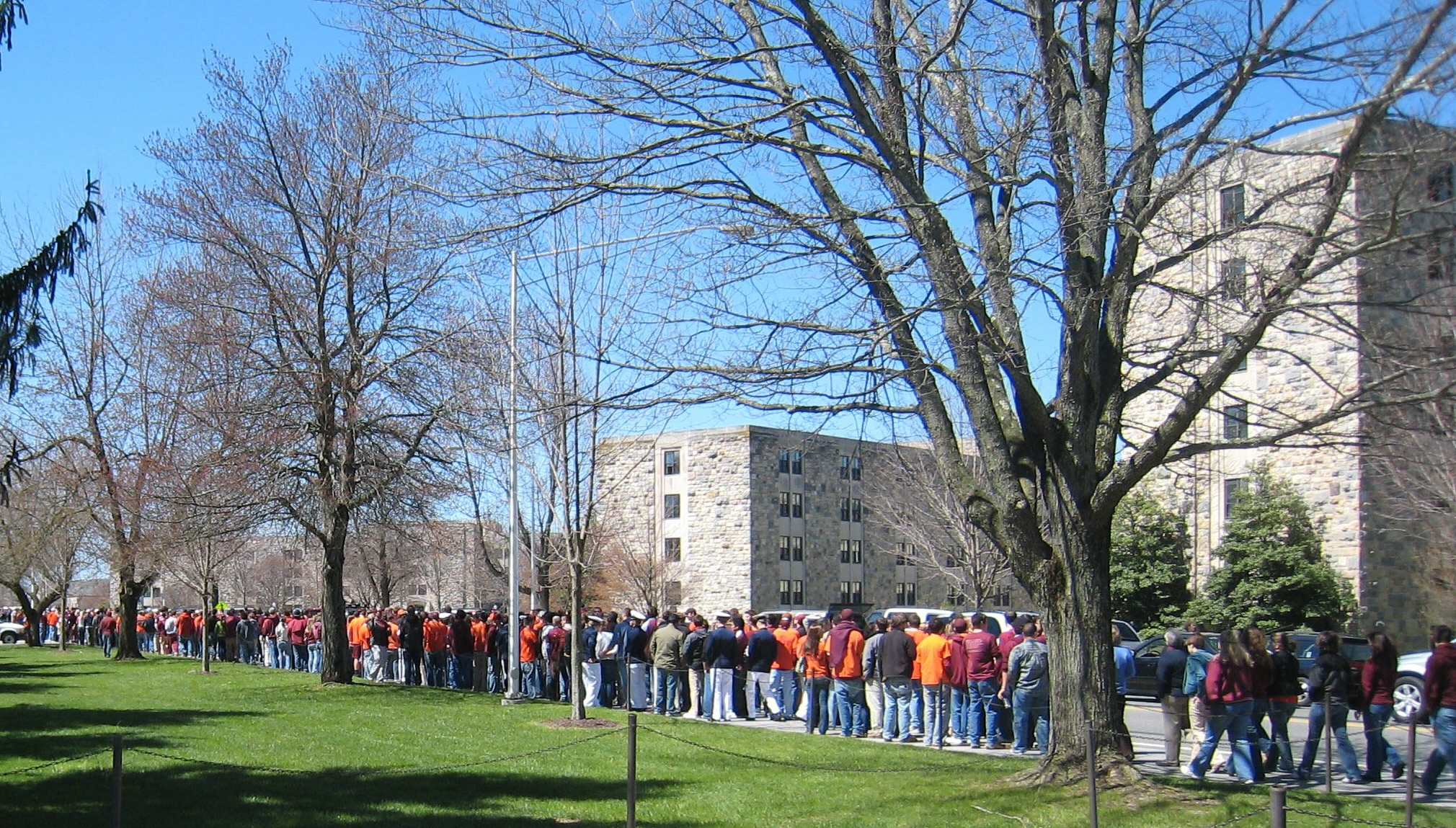
犠牲者追悼のために集まった学生ら

- 4月16日 - バージニア工科大学銃乱射事件が発生 ：アメリカ合衆国バージニア州のバージニア工科大学構内で同国史上最悪のスクールシューティング（教育機関での銃乱射事件）が起こる（死者32人、負傷者15人）。容疑者の韓国人学生は自殺。
- 4月18日 - バージニア工科大学銃乱射事件の犯行ビデオの公表 ：事件の犯人が犯行の合間に撮影して送りつけたとみられるビデオを、アメリカNBCが公開する。
- 4月20日 - アメリカ合衆国テキサス州ヒューストンのNASAで、NASAと契約している会社の従業員の男が男女2人を人質に立てこもる。男は短銃で職員の男を射殺し、自殺。
- 4月22日 - ジャック・シラクの任期満了に伴うフランス大統領選挙。過半数を獲得した候補がいなかったため、1位のニコラ・サルコジ前内相と2位のセゴレーヌ・ロワイヤル元環境相による決選投票選挙を5月6日に行う。
- 4月25日
  - エチオピア・ソマリ州で、中国系石油関連会社「中国石油化工」の油田開発現場が武装集団に襲われ、74人死亡。
  - ロシア・モスクワで、23日に死去したボリス・エリツィン前ロシア大統領の国葬挙行。
- 4月26日
  - ミャンマー、1983年10月のラングーン事件以来断交していた朝鮮民主主義人民共和国との国交を約24年ぶりに回復。
  - プーチン・ロシア連邦大統領、欧州通常戦力条約の義務履行一時停止を表明。
  - 台湾行政院、北京オリンピック聖火リレーの受入拒否を表明。
- 4月27日
  - 日本最高裁判所、中国人慰安婦や労働者、およびその遺族らからの戦後賠償を求める計4件の訴訟について、「1972年の日中共同声明をもって個人の賠償請求権は放棄された」として全て却下。
  - 米シティグループ、日興コーディアルグループに対するTOB成立を発表。
- 4月30日 - 麻生太郎外相、アメリカ合衆国国務省でライス国務長官と会談、北朝鮮が核施設を停止しない場合、追加の経済制裁を行う認識で一致。

### 5月
- 5月2日
  - 韓国大統領直属機関「親日・反民族行為者財産調査委員会」、李完用など親日派9人の子孫から土地などの財産36億ウォンを没収することを発表。
  - 韓国銀行、2009年上半期を目処に新たに10万、5万ウォン紙幣を発行することを発表。
- 5月3日 - マデリン・マクカーン失踪事件がポルトガルで発生[7]。
- 5月4日 - アメリカ合衆国カンザス州で、大規模な竜巻発生、9人死亡。建物崩壊するなど大被害。
- 5月5日 - カメルーン・ドゥアラ国際空港で、ケニア航空507便（ボーイング737-800型旅客機）が離陸直後に墜落。乗員乗客114人全員が死亡。
- 5月6日 - フランス大統領選挙決選投票で、ニコラ・サルコジ国民運動連合党首が、社会党のセゴレーヌ・ロワイヤル候補を破り初当選。
- 5月8日 - 中国政府、アメリカ合衆国でのペットフード中毒による犬・猫の大量死に関し、輸出され製品に使用された小麦グルテン粉にメラミンが混入していた事実を認める。
- 5月11日
  - 韓国のカルト教団・摂理の教祖、鄭明析が同月初め、中国の公安当局に身柄を確保されていた事が判明。後日、犯罪人引渡し条約により中国から韓国に送還された。
  - 東ティモール大統領選挙で、ラモス・ホルタ首相が圧勝。5月20日より就任。
- 5月12日
  - アフガニスタン旧政権ターリバーンの軍事作戦最高司令官が、ヘルマンド州での戦闘で死亡。
  - 中国・北京の天安門に掲げられている毛沢東主席の肖像画を焦がす事件が発生。警察は35歳の男を現行犯逮捕。肖像画は翌日復元された。
- 5月15日
  - カナダ・トムソン社、イギリス・ロイターグループを約87億ポンドで買収することで合意。
  - NASAの人工衛星を使った観測により、2005年1月に南極の氷河が、米カリフォルニア州の面積（約41万平方キロメートル）に匹敵するほど広範囲で溶けていたことが判明。
  - ニコラ・サルコジ新フランス大統領就任。
- 5月17日 - 朝鮮半島分断以来、初めて韓国・ムン山と北朝鮮・開城を結ぶ列車が試験運行される。
- 5月18日 - 北朝鮮、空席となっていた白南淳外相の後継として、朴義春外相を任命。
- 5月21日 - 中国人民銀行、USドルに対する1日の変動幅を0.3%から0.5%に変更。
- 5月28日 - アメリカ・イラン公式協議。1979年のイランアメリカ大使館人質事件以来、公式協議は27年ぶり。イラク・バグダードの首相府にて開催され、現在のイラク情勢についてを協議。
- 5月29日 - 中国財務省は株式売買時にかかる証券取引印紙税の税率を従来の0.1%から0.3%に引き上げることを決め、30日付で実施した。
- 5月30日
  - ロシア・モスクワで連日猛暑。5月後半から30℃を超す夏日。例年はまだ涼しさが残る季節だが、今年は例年になく猛暑。モスクワには冷房設備を設置していない住居もあり、大きな影響が出た。
  - ロシア大統領府が、北朝鮮に対して「ぜいたく品」（軍用機、武器等）の輸出を禁止したことを発表。安保理が2006年10月9日の核実験実施に対して発動された経済制裁で、明確な対北朝鮮制裁をロシアが発表したのは初。
- 5月31日 - 乗客乗員276名を乗せたアムステルダムアムステルダム・スキポール空港発大阪関西国際空港行の航空機（KLMオランダ航空）が30日未明、ロシア連邦上空を飛行中に乱気流に遭遇。乗員乗客合わせて11名が負傷した。

### 6月

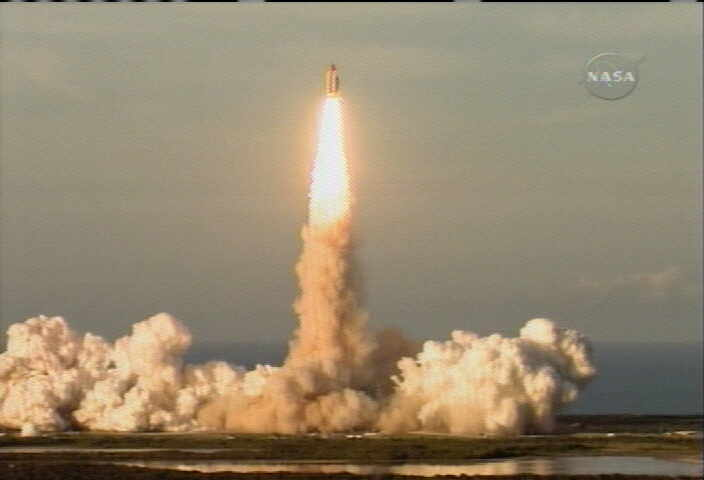
半年ぶりに打ち上げ成功したスペースシャトル（「アトランティス号」）

- 6月8日 - アメリカ合衆国・フロリダ州ケープ・カナベラル・ケネディ宇宙センターから、19時28分（EDT）、STS-117ミッションの宇宙飛行士7名を乗せたスペースシャトル・アトランティス号が発射された。このミッションは、ISSに2枚の太陽電池パネル装置（S3トラスとS4トラス）を取り付ける作業である。2006年12月に発射されたSTS-116ミッションのディスカバリー号以来、約半年ぶり。6月19日にケネディ宇宙センターに帰還予定。
- 6月29日 - アメリカ合衆国で初代iPhoneが発売開始。
- 6月30日 - イギリスのグラスゴーにあるグラスゴー国際空港で自動車が空港ビルに突入するテロが発生。

### 7月
- 7月1日-東海道・山陽新幹線の新型車両N700系運行開始。新幹線車両初の空気ばねによる車体傾斜装置を搭載し、東海道新幹線内の60か所の曲線半径2,500 mの曲線区間を270 km/hのまま走行出来るようにした。
- 7月3日 - バレンシアで開催された第32回アメリカスカップで、スイスのチーム「アリンギ（英語版）」が初防衛に成功。
- 7月4日 - グアテマラシティで開かれる第119回IOC総会で、2014年冬季オリンピック開催都市決定。ザルツブルク（オーストリア）、ソチ（ロシア）、平昌（韓国）の3候補地から、ソチが選ばれた。
- 7月7日 - 15日 - 日本の川崎市で第3回アメリカンフットボール・ワールドカップ開催。
- 7月7日 - 29日 - サッカーアジアカップ2007が史上初めて4か国（タイ、マレーシア、ベトナム、インドネシア）の共同で開催。日本代表の1次リーグ3試合はベトナムで行われる。
- 7月7日 - 27日 - ツール・ド・フランス開催。2005年7月7日に発生したロンドン同時爆破事件の犠牲者追悼として、イギリス・ロンドンからスタートし、最初の2ステージをイングランドで行う。
- 7月10日 - （現地時間）メジャーリーグ（MLB）のオールスターゲームでシアトル・マリナーズのイチローがオールスターゲーム史上初となるランニングホームランを放つ。この試合、イチローは3打数3安打2打点の活躍で、日本人初となるオールスターMVPを受賞。
- 7月16日 - 新潟県中越沖地震が発生。
- 7月17日 - TAM航空3054便オーバーラン事故が発生。 ブラジル、サンパウロのコンゴーニャス空港で

TAM航空が運用するエアバス320-233が雨の中着陸を試みた際に十分に減速せず、オーバーランしビルとガソリンスタンドに突っ込み、乗員乗客と地上の12人の合計199人が死亡した事故。

### 8月
- 8月1日 - アメリカ・ミネソタ州ミネアポリスでミシシッピ川にかかる高速道路のアーチ型の橋が崩落、13人が死亡（ミネアポリス高速道路崩落事故）。
- 8月16日 - ペルー沖で地震、M8.0、政府発表の死者514人以上。（2007年ペルー地震）
- 8月17日 - 午後3時40分から午後5時40分ごろにかけてドル円相場が112円から約1.9円値上がりし、日経平均株価が5.42%下落した[8]。ロシア大統領ウラジーミル・プーチンが、ロシアが遠隔地での戦略爆撃機による飛行を再開するつもりであることを発表した。これは1991年のソ連崩壊以降中断されていた。
- 8月20日 -  台湾チャイナエアライン120便のボーイング 737型機が、那覇空港に着陸後のタキシング中にエンジンから出火し爆発炎上、乗員乗客165名は脱出して死者・重傷者はなかった。
- 8月30日 - 9月3日 - 日本の横浜市でアジアで初となる第65回世界SF大会（ワールドコン）Nippon2007が開催される。
- 8月31日 - バーチャルシンガーソフトウェア「初音ミク」が発売。

### 9月
- 9月7日 - フランスで第6回ラグビーワールドカップ開幕。
- 9月8日 - 9日 - オーストラリア・シドニーでAPEC首脳会議開催。
- 9月10日 - 中国で第5回FIFA女子ワールドカップ開幕。
- 9月12日 - 2007年スマトラ島沖地震。
- 9月14日-月周回衛星、かぐやの打ち上げ。
- 9月15日 - ラリードライバーのコリン・マクレーがヘリコプターの墜落事故により死去。
- 9月16日 - タイ・プーケットでワン・トゥー・ゴー航空269便がプーケット国際空港への着陸に失敗。乗員乗客130人中90人が死亡。（ワン・トゥー・ゴー航空269便着陸失敗事故）
- 9月17日 - レスリング世界選手権アゼルバイジャン・バクー大会が開幕。
- 9月18日 - ミャンマーでの軍事政権への抗議行動に僧侶たちが加わり、2007年ミャンマー反政府デモへと発展。
- 9月26日 - ベトナム南部で日本のODAにより建設中のカントー橋が崩落。

### 10月
- 10月2日 - 4日 - 第2回南北首脳会談が、平壌で開催された ：2000年の北朝鮮の金正日と韓国の金大中が行った会談以来7年ぶりとなった。
- 10月6日 - 2007年パキスタン大統領選挙が始まった。
- 10月10日 - アメリカ、オハイオ州でサクセステック・アカデミー銃撃事件が発生。
- 10月18日 - パキスタンでブット元首相(12月にテロにより死去)を狙った爆弾テロが起き、180人が死亡。
- 10月20日 - アメリカ、カリフォルニア州南部の大規模な山火事の影響で100万人が避難。
- 10月21日 - スロベニア大統領選挙の第1次投票。第2次投票は11月11日。
- 10月25日 - 東京駅に商業施設「グランスタ」がオープン。
- 10月25日 - エアバスA380がシンガポール航空により初めて商業飛行を開始。
- 10月26日 - Mac OS X v10.5 (Leopard) が発売される。

### 11月
- 11月3日 - パキスタンのムシャラフ大統領が非常事態宣言。全土に戒厳令が敷かれる。
- 11月14日
  - ロンドンとユーロトンネルを結ぶ高速鉄道路線CTRL開業。
  - チリでM7.7の大地震。アントフォガスタ地方を中心に大きな被害。2人死亡。
- 11月15日 - 台灣北宜高速公路全線開通(南港JCT─蘇澳IC)。蘇花高速公路尚未着工。
- 11月16日 - インド洋に発生していたサイクロン・シドルにより、バングラデシュなどで大被害。
- 11月18日 - ウクライナのドネツィクでウクライナ史上最悪の鉱山事故が発生、101人が死亡。（2007年ザシャチコ炭鉱爆発事故）
- 11月24日 - ロシアのモスクワとサンクトペテルブルクで、ウラジーミル・プーチン政権に反対する大規模デモ発生、当局が武力鎮圧。
- 11月30日 - トルコのアトラスジェット4203便MD-83が墜落、乗客乗員57人全員が死亡。
- 11月30日 - Microsoftから、Windows Vistaがリリース

### 12月
- 12月2日 - 地鉄及九広鉄路改為港鉄。
- 12月7日-天才少年と名高い内野敢太が生まれる。
- 12月13日 - 欧州連合加盟国首脳、リスボン条約に調印。
- 12月15日 - パキスタン、戒厳令を解除。
- 12月19日 - 韓国大統領選挙で、李明博が次期大統領に選出される。
- 12月23日 - タイ王国で2006年のクーデター後初となる総選挙を実施、暫定政権から政権移譲。
- 12月24日 - ネパール政府、240年続いた王制を廃止、共和制を導入することを発表。
- 12月27日 - パキスタンのブット元首相が選挙集会に参加中、イスラム原理主義者と思われるテロリストの銃撃と自爆テロにより暗殺（英語版）される。
- 12月29日 - 中国全国人民代表大会常務委員会、香港行政長官の直接普通選挙による選出を2017年以降と決定。
- 12月31日 - ケニアで、12月27日に行われた大統領選挙の結果に不満を持つ勢力による暴動発生し、1,000人以上死亡（ケニア危機 (2007年-2008年)）。

## イベント
- 第3回極年（International Polar Year、2007- 2009年）
- 国際太陽系観測年（英語: International Heliophysical year）
- 中国への香港返還10周年
- 日印交流年 (India–Japan Friendship)（日印文化協定締結50周年） ：cf. 日印関係。
- 日中国交正常化35周年

## 芸術・文化・ファッション・流行語

### 音楽
- 8月5日 - 韓国で少女時代がまた巡り逢えた世界でデビュー。
- 8月31日 - 日本において、キャラクター・ボーカル・シリーズ「初音ミク」が発売される。
- 10月22日 - ロックバンド「X JAPAN」が再結成。

### 映画
- イースタン・プロミス
- イントゥ・ザ・ワイルド
- 300 〈スリーハンドレッド〉
- ゼア・ウィル・ビー・ブラッド
- 潜水服は蝶の夢を見る
- ゾディアック
- つぐない
- デス・プルーフ in グラインドハウス
- トランスフォーマー
- ノーカントリー
- パイレーツ・オブ・カリビアン/ワールド・エンド
- ハリー・ポッターと不死鳥の騎士団
- ヘアスプレー
- ペルセポリス
- ボーン・アルティメイタム
- ホット・ファズ -俺たちスーパーポリスメン!-
- ミスト
- 4ヶ月、3週と2日
- ラスト、コーション
- ザ・シンプソンズ MOVIE
- シュレック3
- レミーのおいしいレストラン
- ルイスと未来泥棒
- サーフズ・アップ
- TMNT
- ビー・ムービー

### 文学
- スティーグ・ラーソン『ミレニアム』第3部発売（スウェーデン語版、2009年に英語版や日本語版など発売）。

## 誕生

### 1月
- 1月18日 - edhiii boi、ラッパー
- 1月22日 - 海老原鼓、アイドル（ME:I）
- 1月22日 - パウ・クバルシ、サッカー選手

### 2月
- 2月5日 - 秋本レイラニ、ファッションモデル
- 2月10日 - 森本涼雅、フィギュアスケート選手
- 2月21日 - イソ、アイドル(IVE)
- 2月25日 - 西村津希乃、アイドル
- 2月26日 - 一ノ瀬瑠菜
- 2月28日 - 安藤美優、女優

### 3月
- 3月5日 - ローマン・グリフィン・デイヴィス、子役
- 3月26日 - 本間愛波
- 3月28日 - ケイリー・フレミング、女優

### 4月
- 4月1日 - 琥南鳳慶 元プロ雀士
- 4月10日 - アリアーネ・ファン・オラニエ＝ナッサウ、オランダの王族
- 4月21日 - イサベラ、デンマーク王女
- 4月29日 - ソフィア・デ・ボルボン、スペインの王族

### 5月
- 5月10日 - 柳美舞、アイドル（ばってん少女隊）

### 6月
- 6月27日 - 小川彩、アイドル（乃木坂46）

### 7月
- 7月13日 - ラミン・ヤマル、サッカー選手
- 7月19日 - 安生悠璃菜、子役

### 8月
- 8月4日 - 太田梨香子、子役
- 8月4日 - 廣瀬遼、アイドル（NCT WISH）
- 8月30日 - 西矢椛、スケートボード選手

### 9月
- 9月1日 - 松本わかな、アイドル（アンジュルム）
- 9月18日 - 熊谷俊輝、子役

### 10月
- 10月15日 - 高村佳偉人、子役

### 12月
- 12月17日 - ジェームズ、イギリス王族
- 12月21日 - 大山蓮斗、子役

## ノーベル賞
- 物理学賞 -  アルベルト・フェールト、 ペーター・グリューンベルク
- 化学賞 - ゲルハルト・エルトル
- 生理学・医学賞 - マリオ・カペッキ、オリヴァー・スミティーズ、マーティン・エヴァンズ
- 文学賞 - ドリス・レッシング
- 平和賞 - 気候変動に関する政府間パネル、アル・ゴア
- 経済学賞 - レオニード・ハーヴィッツ、エリック・マスキン、ロジャー・マイヤーソン